# أوتو وانز
أوتو وانز (بالألمانية: Otto Wanz)‏ (13 يونيو 1943 – 14 سبتمبر 2017) هو ملاكم نمساوي راحل، مثّل بلاده في الألعاب الأولمبية الصيفية 1960.

## روابط خارجية
- أوتو وانز على موقع IMDb (الإنجليزية)
- أوتو وانز على موقع ميوزك برينز (الإنجليزية)

أوتو وانز على موقع WrestlingData.com (الإنجليزية)
- أوتو وانز على موقع CageMatch worker (الإنجليزية)
- أوتو وانز على موقع قاعدة بيانات المصارعة على الإنترنت (الإنجليزية)
- أوتو وانز على موقع عالم المصارعة على الإنترنت (الإنجليزية)